# Microtus juldaschi
Microtus juldaschi — вид гризунів родини Cricetidae. Зустрічається в Афганістані, Китаї, Пакистані та Таджикистані. Раніше його відносили до роду Neodon, але генетичні дані вказують на те, що він класифікується в підроді Blanfordimys у Microtus. Це денний, наземний і травоїдний, який зустрічається в помірних лісах і гірських степах.